# Lego Star Wars: Ijesztő mesék
A Lego Star Wars: Ijesztő mesék (eredeti cím: Lego Star Wars: Terrifying Tales) 2021-ben bemutatott amerikai 3D-s számítógépes animációs kalandfilm, amelyet Ken Cunningham rendezett.
Amerikában 2021. október 1-én, Magyarországon 2022. június 14-én mutatta be a Disney+. 2023. október 23-án a Disney Channel is bemutatta.

## Cselekmény
A Star Wars: Skywalker kora eseményeit követően Poe Dameron és BB-8 kényszerleszállást hajt végre a Mustafar vulkanikus bolygón, ahol találkoznak Graballa, a huttal. A bűnbanda főnöke megvásárolta Darth Vader kastélyát, és a galaxis első all-inclusive Sith-ihlette luxusszállodájává újítja fel. Miközben arra várnak, hogy megjavítsák az X-szárnyút, Poe, BB-8, Graballa és Dean (egy bátor és merész fiatal fiú, aki Graballa szerelőjeként dolgozik) Vader hűséges szolgájával, Vaneéval együtt egyre mélyebbre merészkednek a titokzatos kastélyba. Útközben Vaneé három hátborzongató történetet mesél el, amelyek ősi ereklyékhez és ikonikus gonosztevőkhöz kapcsolódnak a Star Wars minden korszakából. Ahogy Vaneé mesél, és egyre mélyebbre csalja hőseinket a kastély árnyékos bugyraiba, egy baljós terv bontakozik ki. Dean segítségével Poe-nak és BB-8-nak szembe kell néznie félelmeivel, meg kell akadályoznia egy ősi gonosz felemelkedését, és meg kell menekülnie, hogy visszatérhessen barátaihoz.

## Szereplők
| Szereplő            | Eredeti hang        | Magyar hang                                 |
| ------------------- | ------------------- | ------------------------------------------- |
| Poe Dameron         | Jake Green          | Hám Bertalan                                |
| Motti               | Jake Green          |                                             |
| Graballa, a hutt    | Dana Snyder         | Hannus Zoltán                               |
| Dean                | Raphael Alejandro   | Vida Bálint                                 |
| Darth Vader         | Matt Sloan          | Schneider Zoltán                            |
| Palpatine           | Trevor Devall       | Csankó Zoltán                               |
| Wilhuff Tarkin      | Trevor Devall       | Gubány György István                        |
| Luke Skywalker      | Eric Bauza          | Fehér Tibor                                 |
| Obi-Wan Kenobi      | James Arnold Taylor | Haagen Imre                                 |
| Han Solo            | A.J. Locascio       | Király Adrián                               |
| Owen Lars           | John DiMaggio       |                                             |
| Ben Solo / Kylo Ren | Matthew Wood        | Tarján Péter (Kylo) Kádár-Szabó Bence (Ben) |
| Grievous tábornok   | Matthew Wood        | Faragó András                               |
| rohamdroid          | Matthew Wood        | Molnár Levente                              |
| Darth Maul          | Sam Witwer          | Csík Csaba Krisztián                        |
| Leia Organa         | Shelby Young        | Zsigmond Tamara                             |
| Vaneé               | Tony Hale           | Forgács Péter                               |

### Magyar változat
- Magyar szöveg: Tóth Tamás
- Keverőstúdió: Mafilm Audio Kft.
- Hangmérnök: Gábor Dániel
- Vágó: Simkóné Varga Erzsébet
- Gyártásvezető: Gelencsér Adrienne
- Szinkronrendező: Nikodém Zsigmond
- Produkciós vezető: Kónya Andrea

A szinkront a Mafilm Audio Kft. készítette.